# Вениоя
Вениоя — река в России, протекает по Медвежьегорскому району Карелии.
Исток — озеро Энигилампи. Впадает в Сегозеро. Длина реки составляет 11 км.
В 8 км западнее истока реки находится деревня Шалговаара.

## Данные водного реестра
По данным государственного водного реестра России относится к Баренцево-Беломорскому бассейновому округу, водохозяйственный участок реки — Сегежа до Сегозерского гидроузла, включая озеро Сегозеро. Речной бассейн реки — бассейны рек Кольского полуострова и Карелии, впадает в Белое море.
Код объекта в государственном водном реестре — 02020001112102000006118.